# 都築幹彦
都築 幹彦（つづき みきひこ、1929年1月27日 - 2020年8月16日）は、日本の実業家。元ヤマト運輸代表取締役社長。東京都出身。

## 経歴
青山小学校・慶應義塾普通部を経て、1950年に慶應義塾大学経済学部卒業後、ヤマト運輸に入社。運輸畑一筋を歩み、1959年に路線部営業課長の時、路線部部長に着任した小倉昌男と出会い、以後30数年にわたって共に労組、運輸省、郵政省等との折衝にあたる。支店長等を経て1973年に取締役に就任。以後、常務取締役に就任後は関東支社長→営業開発本部長→営業本部長を歴任。常務時代の1976年に事業の大転換をはかる為に「クロネコヤマトの宅急便」を開始して、15年かけて悲願の全国ネットワークを完成させる。1983年に専務取締役を経て1987年に代表取締役社長に就任。1989年の『魔女の宅急便』ではプロデューサーを務める。1991年に代表取締役会長、1993年に代表取締役相談役を経て1995年に社友会会長に退く。2004年には東京アマチュア・マジシャンズ・クラブの会長も務め、2008年に2職を全て退いた。
2020年8月16日に死去。91歳没。

## 著書
- 「どん底から生まれた宅急便」都築幹彦 2013.4 日本経済新聞出版社 ISBN 978-4-532-31883-3